# Старомуйнаково
Старомуйна́ково (баш. Ҡарт Муйнак) — деревня в Учалинском районе Республики Башкортостан Российской Федерации. Входит в состав Тунгатаровского сельсовета.

## География

### Географическое положение
Расстояние до:
- районного центра (Учалы): 40 км,
- центра сельсовета (Комсомольск): 5 км,
- ближайшей железнодорожной станции (Курамино): 11 км.

## Население
| 2002 | 2009 | 2010 |
| ---- | ---- | ---- |
| 283  | ↘270 | ↘237 |

Национальный состав
Согласно переписи 2002 года, преобладающая национальность — башкиры (100 %).

## Религия
В селе есть мечеть.

## Известные уроженцы
- Магасумов, Фатхулла Бурхаевич (ок. 1892—1921) — деятель башкирского национального движения, один из руководителей Бурзян-Тангауровского восстания.